# Vasama (torpedbåt)
Vasama (tidigare TK 52 i sovjetisk tjänst) var en finländsk torpedbåt som tjänstgjorde under det andra världskriget i den finländska marinen. Vasama var gjord i trä och var av sovjetisk typ D 3. Den återfanns sänkt vid Borstö i oktober 1941, där den hade kört på grund i en storm. Historierna om hur båten kom dit går lite isär; en källa säger att båten flydde från det tyska anfallet mot Dagö och Ösel och försökte nå Hangö, en annan källa säger att båten deltog i evakueringen av Hangö. Eftersom Borstö är väster om Hangö är den tidigare versionen mera trolig. Vasama användes som en torpedbåt år 1942 och ändrades om till en patrullbåt 1943.

## Fartyg av klassen
- Vasama
- Vihuri
- Viima
- V 3